# Astragalus willisii
Astragalus willisii är en ärtväxtart som beskrevs av Mikhail Grigoríevič Popov. Astragalus willisii ingår i släktet vedlar, och familjen ärtväxter. Inga underarter finns listade i Catalogue of Life.